# Chelonus topali
Chelonus topali är en stekelart som först beskrevs av Papp 1999.  Chelonus topali ingår i släktet Chelonus och familjen bracksteklar. Inga underarter finns listade i Catalogue of Life.